# Kim Pyung-rae
Kim Pyung-Rae (kor. 김평래; * 9. November 1987) ist ein südkoreanischer Fußballspieler.

## Karriere
Das Fußballspielen lernte Kim auf der Chung-Ang University in Südkorea. 2009 unterschrieb er seinen ersten Vertrag beim ukrainischen Erstligisten FC Metalurh Zaporizhya. Für den Verein stand er sieben Mal auf dem Platz. 2011 ging er zurück in seine Heimat Südkorea. Hier schloss er sich dem K League 1-Verein Seongnam FC an. Bie 2014 absolvierte er 62 Spiele für den Club. 2015 wechselte er zum Ligakonkurrenten Jeonnam Dragons nach Gwangyang. 31 Mal stand er für die Mannschaft auf dem Spielfeld. Zwischenzeitlich wurde er an den unterklassigen Verein Cheongju City FC verliehen. Anfang 2019 nahm ihn der thailändische Erstligisten Samut Prakan City FC aus Samut Prakan unter Vertrag. Für den in der Thai League spielenden Club absolvierte er 2019 13 Erstligaspiele. Seit 2020 ist er vertrags- und vereinslos.